# Kinbane
Kinbane (anglicky Kinbane nebo Kenbane Castle, někdy též White Head Castle, irsky Caislen Ceinn Bán) je hrad na severním pobřeží Irska. Zřícenina hradu Kinbane se nachází v severoirském hrabství Antrim ve Spojeném království. Z územně správního hlediska přináleží Kinbane k townlandu Cregganboy. Objekt je evidován pod číslem  D0876 4383 na seznamu státem chráněných památek (tzv. Scheduled Historic Monuments) Spojeného království. Památka leží ve východní části chráněné krajinné oblasti Causeway Coast AONB (Area of Outstanding Natural Beauty).

## Geografie
Hradní zřícenina se nachází na úzké vápencové skalní šíji na pobřeží Causeway v nejsevernější oblasti Severního průlivu, který odděluje Irsko a Skotsko. Vzdálenost mezi mysem Kinbane (Ceinn Bán znamená v překladu Bílý mys) a jihozápadním výběžkem ostrova Rathlin, ležícím na sever od irského pobřeží, činí vzdušnou čarou 7 km. Od přístavního města Ballycastle je hrad Kinbane vzdálený 3 km směrem na západ (přibližně 4 - 5 km po místních komunikacích).

## Historie
Hrad nechal postavit v roce 1547 Colla MacDonnell, mladší bratr Sorleye Boye MacDonnella.

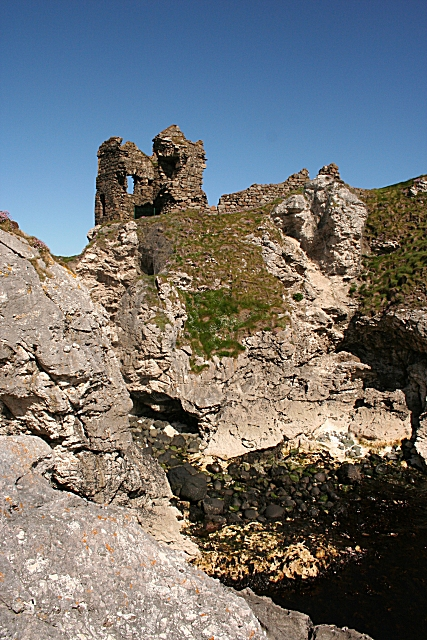
Hradní věž

MacDonnellové byli představiteli významnému irsko-skotského klanu, který v 16. století ovládal pobřežní oblasti Antrimu. Otec obou bratrů Alexander MacDonnell byl pánem skotského poloostrova Kintyre a ostrova Islay. Colla MacDonnell se oženil s Evelyn MacQuillanovou, díky čemuž došlo ke smíru mezi dosud znepřátelenými šlechtickými rody.
Hlavní hradní palác představovala dvoupatrová kamenná budova na rozlehlém nádvoří, kde byly další objekty, zčásti pravděpodobně dřevěné.

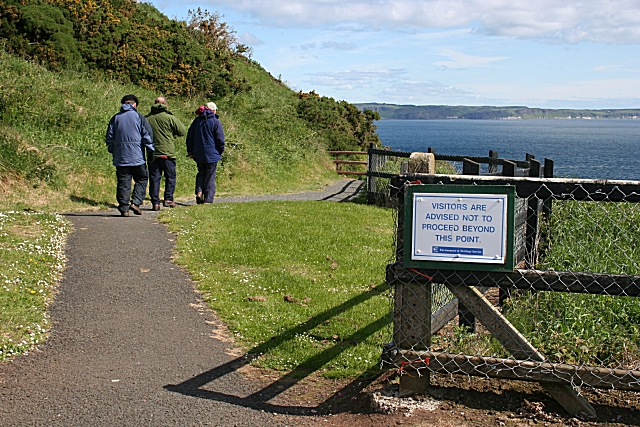
Varování pro návštěvníky na stezce, vedoucí k hradu

Během vojenské výpravy proti MacDonellům byl v roce 1551 hrad Kinbane dobyt a poškozen anglickým vojskem pod velením sira Jamese Croftse. Velké škody způsobilo ostřelování hradu děly v roce 1555. Ve skalním masívu v okolí hradu se nachází jeskyně, zvaná irsky Lag na Sassenach (anglicky Hollow of the English), jelikož v ní během obléhání byla obránci hradu dopadena a zmasakrována skupina anglických vojáků, kteří sem byli vysláni z Carrickfergusu.
Po Collově smrti v roce 1558 od jeho syna a dědice Gillaspica získal hrad Sorley Boy MacDonnel, který Kinbane věnoval rodu MacAlisterů jako odměnu za jejich věrnost a loajalitu.Tento rod vlastnil Kinbane až do 18. století. Později se hrad proměnil ve zříceninu, do 21. století se dochovalo především torzo obytné hradní věže.